# Mümmelmannsberg (métro de Hambourg)
 (avril 2024).
Si vous disposez d'ouvrages ou d'articles de référence ou si vous connaissez des sites web de qualité traitant du thème abordé ici, merci de compléter l'article en donnant les références utiles à sa vérifiabilité et en les liant à la section « Notes et références ».
Mümmelmannsberg (en allemand : U-Bahnhof Mümmelmannsberg) est une station de la ligne U2 du métro de Hambourg. Elle se situe dans le quartier de Billstedt. La station se situe sous la Kandinskyallee, l'axe central de la zone de développement de Mümmelmannsberg, à la limite orientale de la ville, construite dans les années 1970.

## Situation sur le réseau

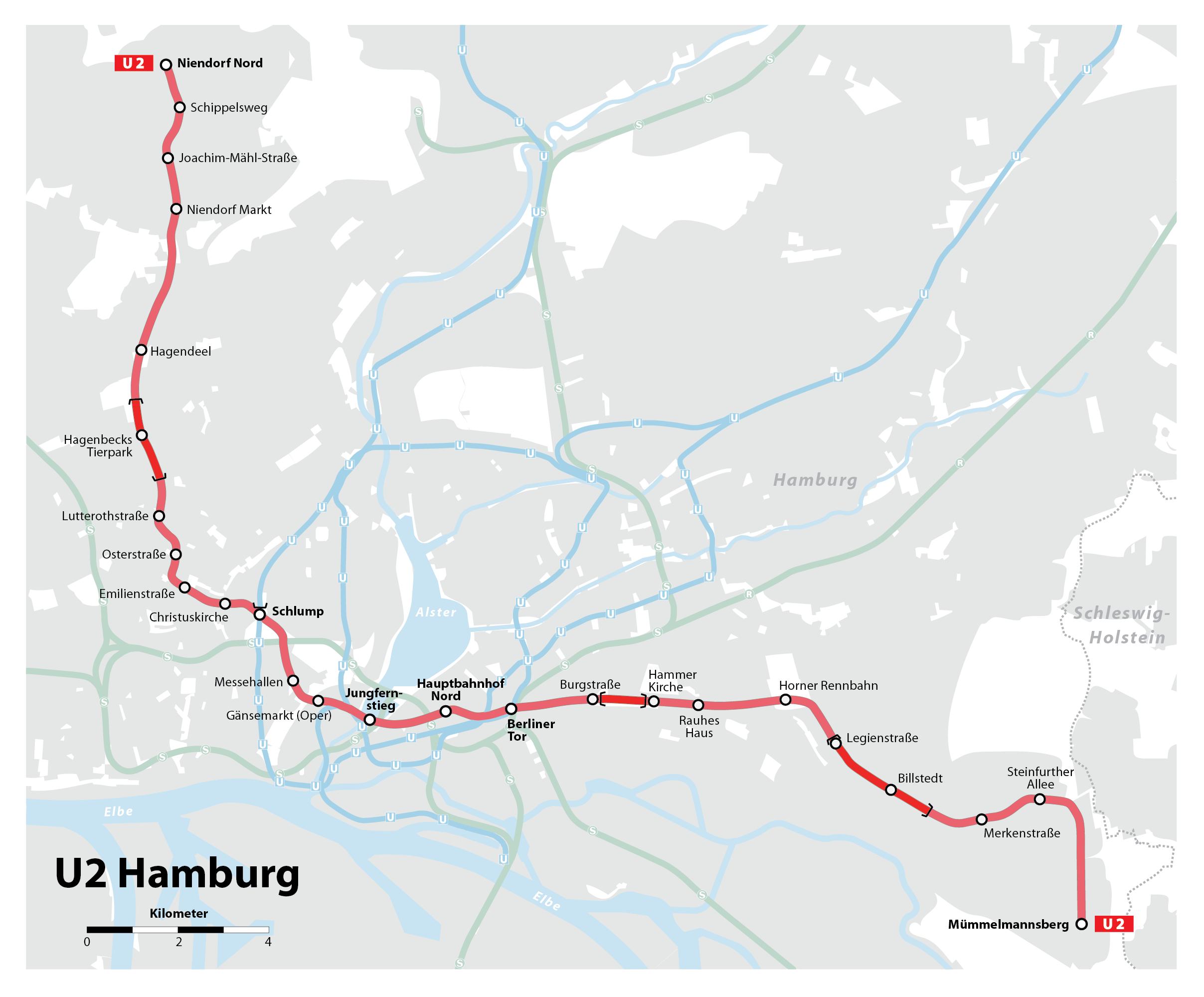
Plan de la Ligne U2 du métro de Hambourg.

La station Mümmelmannsberg est le terminus orintal de la ligne U2.

## Histoire
Les projets d'une station de métro dans la résidence de Mümmelmannsberg, construit dans les années 1970, remontent aux années 1960. La station prévue à l'époque, qui prévoit un tracé sous la rue du Mümmelmannsberg par Kirchsteinbek jusqu'à Billstedt, n'est pas réalisée. À partir de 1987, la station de métro conçue par Timm Ohrt et Hille von Seggern est construite au carrefour Kandinskyallee/Mümmelmannsberg. La station est construite comme un bâtiment polyvalent et ouvre ses portes le 29 septembre 1990.
Initialement, la station est desservie par la ligne U3. Le 29 juin 2009, les lignes U2 et U3 échangent leurs branches est, et depuis lors, Mümmelmannsberg est desservie par la ligne U2 ; la ligne U3 reprend le tronçon vers Wandsbek-Gartenstadt qui était auparavant desservi par la ligne U2.

## Services aux voyageurs

### Accès et accueil
La station de métro est équipée d'un quai central. Les entrées des quais se situent aux deux extrémités du quai, les entrées à l'extrémité sud du quai mènent aux arrêts de bus. De plus, il y a un ascenseur approximativement au milieu du quai, qui mène du quai au niveau de la rue sans aucun arrêt intermédiaire.

### Intermodalité
Il y a une transition vers plusieurs lignes de bus, les lignes 12, 29, 134, 233, 332, 534, 609, 610.